# Ford Thunderbird

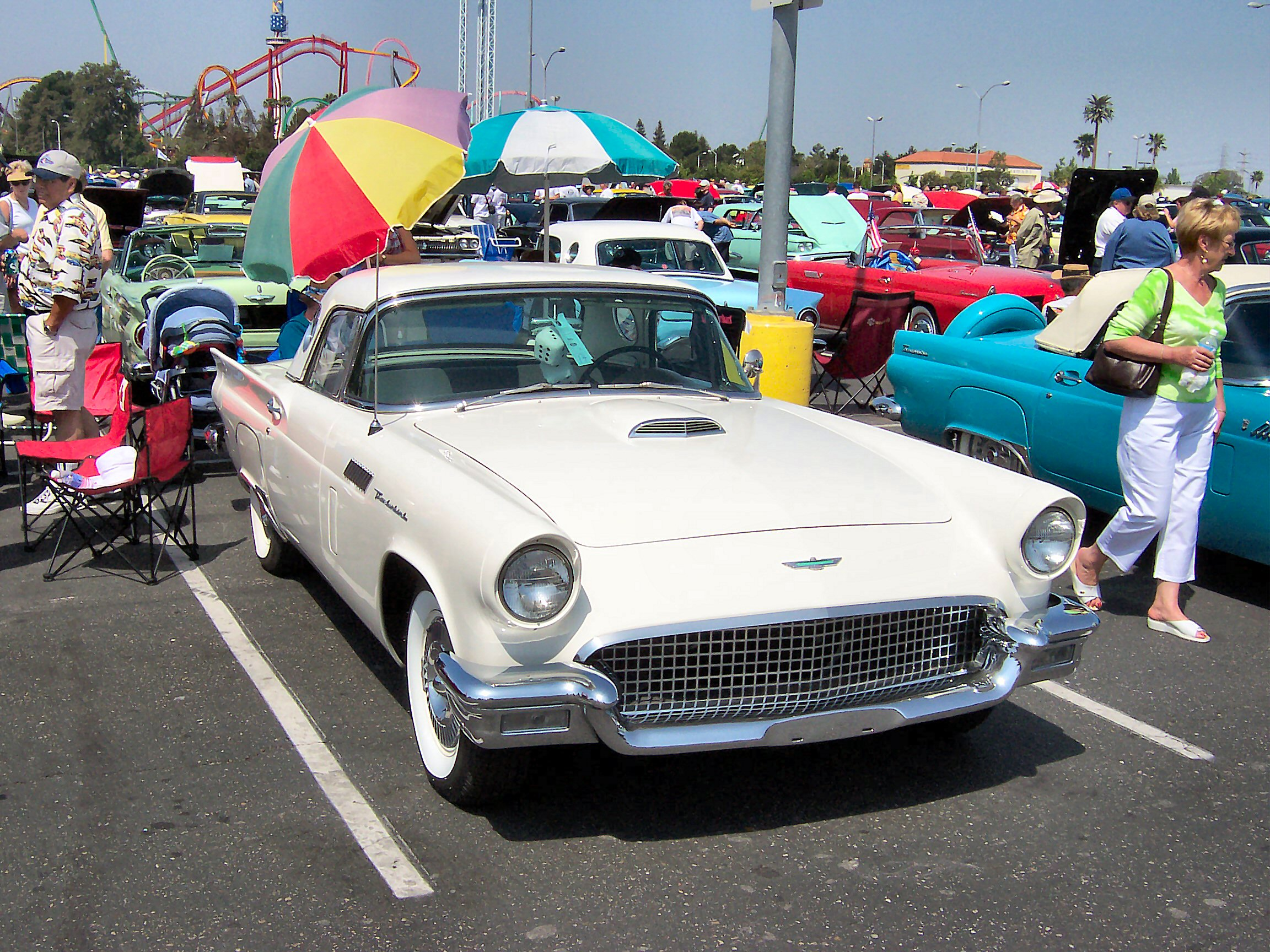
Ford Thunderbird de 1957

El Ford Thunderbird és un cotxe que va ser fabricat als Estats Unitss per Ford en diferents versions des del 1955 fins al 1997. El 2002 es va tornar a fabricar en una versió actualitzada, i es va comercialitzar fins al 2005.

## Concepte
Un antic executiu de GM, Lewis D. Crusoe, un vicepresident de Ford, George Walker i un dissenyador de Ford, Frank Hershey van ser els qui van crear aquest vehicle. La idea neix d'una trobada entre Crusoe i Walker a París quan van veure un cotxe esportiu. Walker truca a la seu central de Ford i comunica a Hershey la idea. Aquest va dissenyar el concepte, un coupé sense sostre amb un pes de 1145 kg i un motor Interceptor V8 capaç de moure el vehicle a 160 km/h (100 mph). Crusoe va veure la maqueta del model en Maig de 1953 i en Setembre de 1953, després d'haver-lo comparat amb les últimes tendències europees del moment, ordena la producció.
A diferència del Corvette de Chevrolet, el Thunderbird mai havia estat un autèntic cotxe esportiu. Ford el descrivia com un cotxe de luxe personal, un segment pràcticament creat per Ford.
Sobre el nom del cotxe, es van suggerir noms com Hep Cat, Beaver, Detroiter, Runabout, Arcturus, Savile, El Tigre i Coronado. Crusoe va oferir $250 dòlars a aquell qui portés un millor nom dels anteriors. L'estilista Alden "Gib" Giberson va aportar el nom de Thunderbird. Curiosament, Giberson no va demanar el seu premi.
La revista Palm Sprimgs Life diu que l'elecció de Thunderbird es deu al fet que es tracta d'un símbol dels natius americans.

## Primera Generació (1955-1957): "Classic Birds" o "Little Birds"

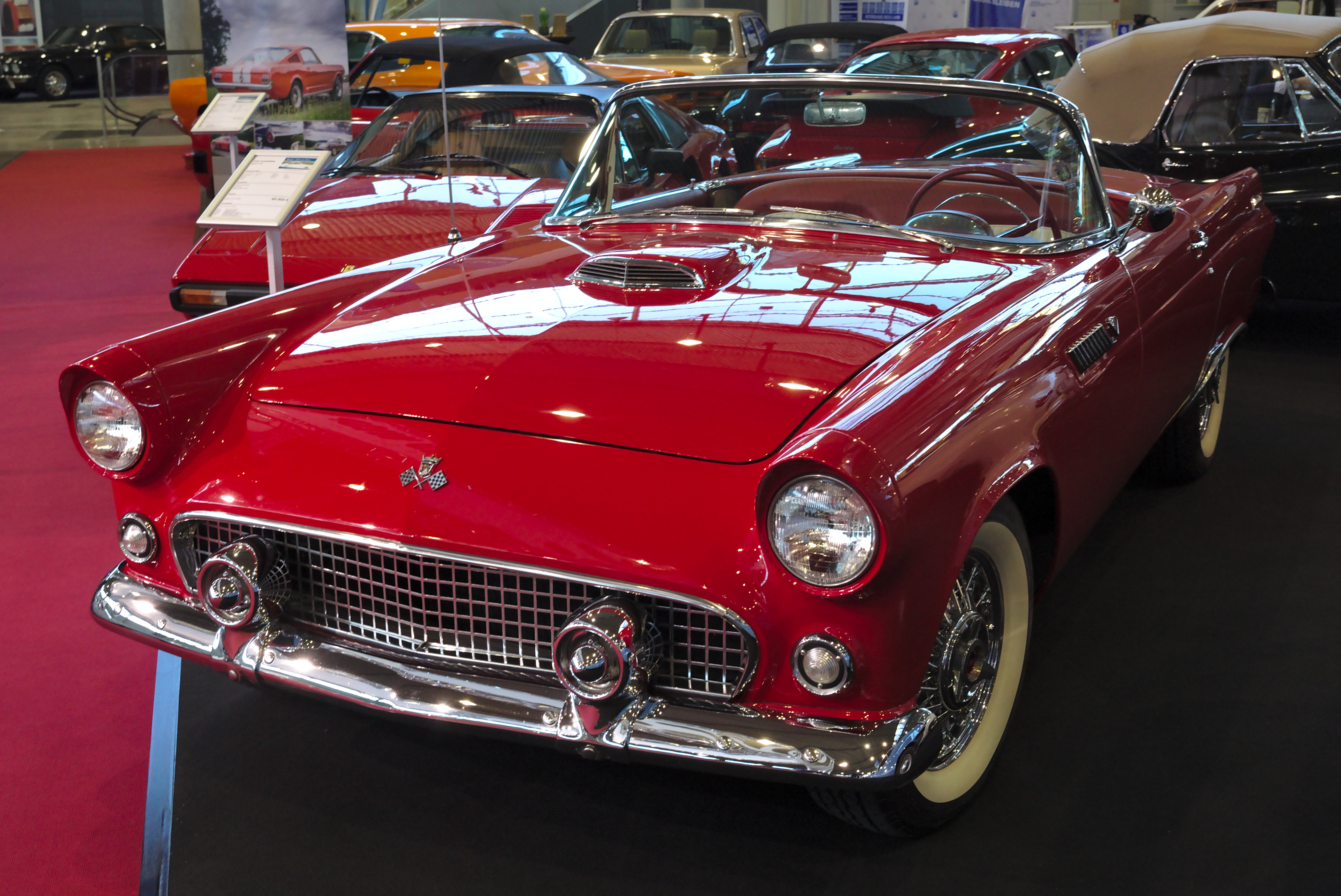
Ford Thunderbird de 1955

Va presentar-se al Detroit Auto Show de Febrer de 1954 i al dia 22 d'octubre de 1954 es va començar a vendre com un model del 1955. Durant els primers 10 dies, va rebre 3.500 peticions. Ford havia previst construir-ne 10.000 unitats, però el 1955 les vendes van ser de 16.1555.
El Thunderbird incloïa un sostre extraible de fibra de vidre. També de fàbrica s'oferia una versió amb sostre descapotable, "convertible". El motor era un 4.8L (292 in³) Y-block V8.
Per al model 1956 es va afegir més espai al portaequipatges i uns "air vents" per millorar la ventilació. Per millorar la visió posterior de la versió de sostre extraible es van afegir finestres "porthole". Hi havia l’opció d’un motor 5.1L (312 in³) Y-block V8.
El 1957 es va fer un restyling exterior. Les vendes van ser de 31.380, incloent 3 mesos extra perquè els models de 1958 van sofrir un endarreriment. Aquest serà l'últim Thunderbird de 2 seients que es va fabricar fins al model de 1982, el Ford EXP.

## Segona Generació (1958-1960): "Square Birds"

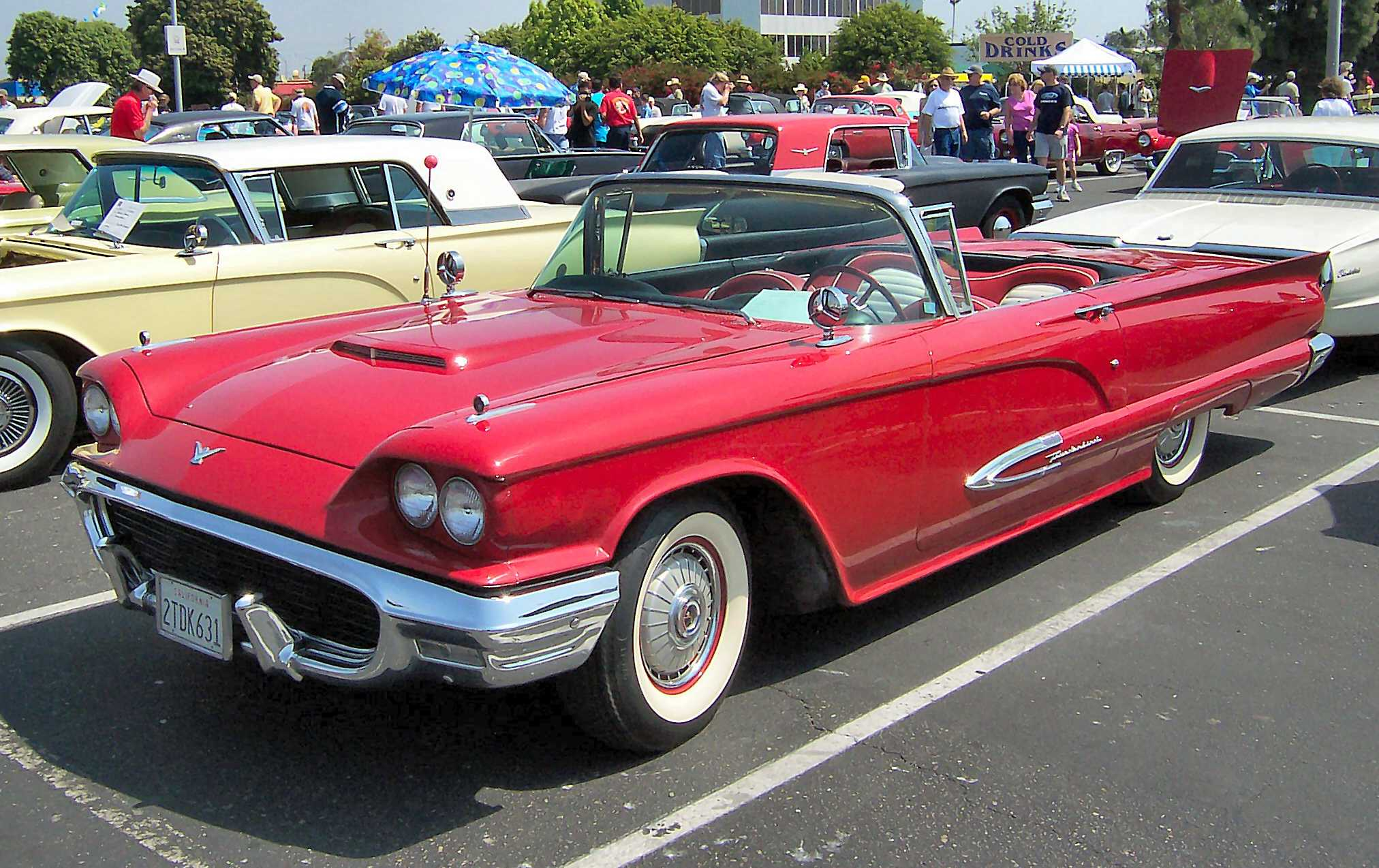
Ford Thunderbird de 1959

Una decisió encaminada a augmentar el nombre de vendes fou incorporar una segona fila de seients al Thunderbird. Així, de tenir 2 seients passa a tenir-ne 4. A més estrena un nou disseny, de fet, aquest és el culpable que rebés el sobrenom de "Square Bird".
Construït en xassís monobloc, mecànicament se suprimeixen les anteriors mecàniques i s'incorpora un 5.8L (352 in³) FE-Series. La transmissió continua sent una de 3 velocitats manual, amb opció a una automàtica Cruise-O-Matic de 3 velocitats. La revista Motor Trend li atorga el títol de Car of the Year, però el public va criticar el nou model de Ford per l'increment de seients als que Ford va respondre que el model actual tenia unes vendes de 37.892, més del doble previst malgrat d'haver sofert un endarreriment de 3 mesos.
El 1959 es van alguns canvis en la part davantera, posterior i lateral i es dona l'opció de demanar insercions de pell a l'interior. Un nou motor de 7.0L (430 in³) MEL-series va ser disponible. Amb unes vendes que s'havien doblat a 67.456, incloent 10.261 "convertibles".
El 1960 les vendes augmenten a 92.843, incloent 11.860 pels descapotables. Destaca també que el model de 1960 oferia en opció un sostre solar anomenat "Golde Edition": se'n van vendre 2.530.

## Tercera Generació (1961-1963): "Bullet Birds"

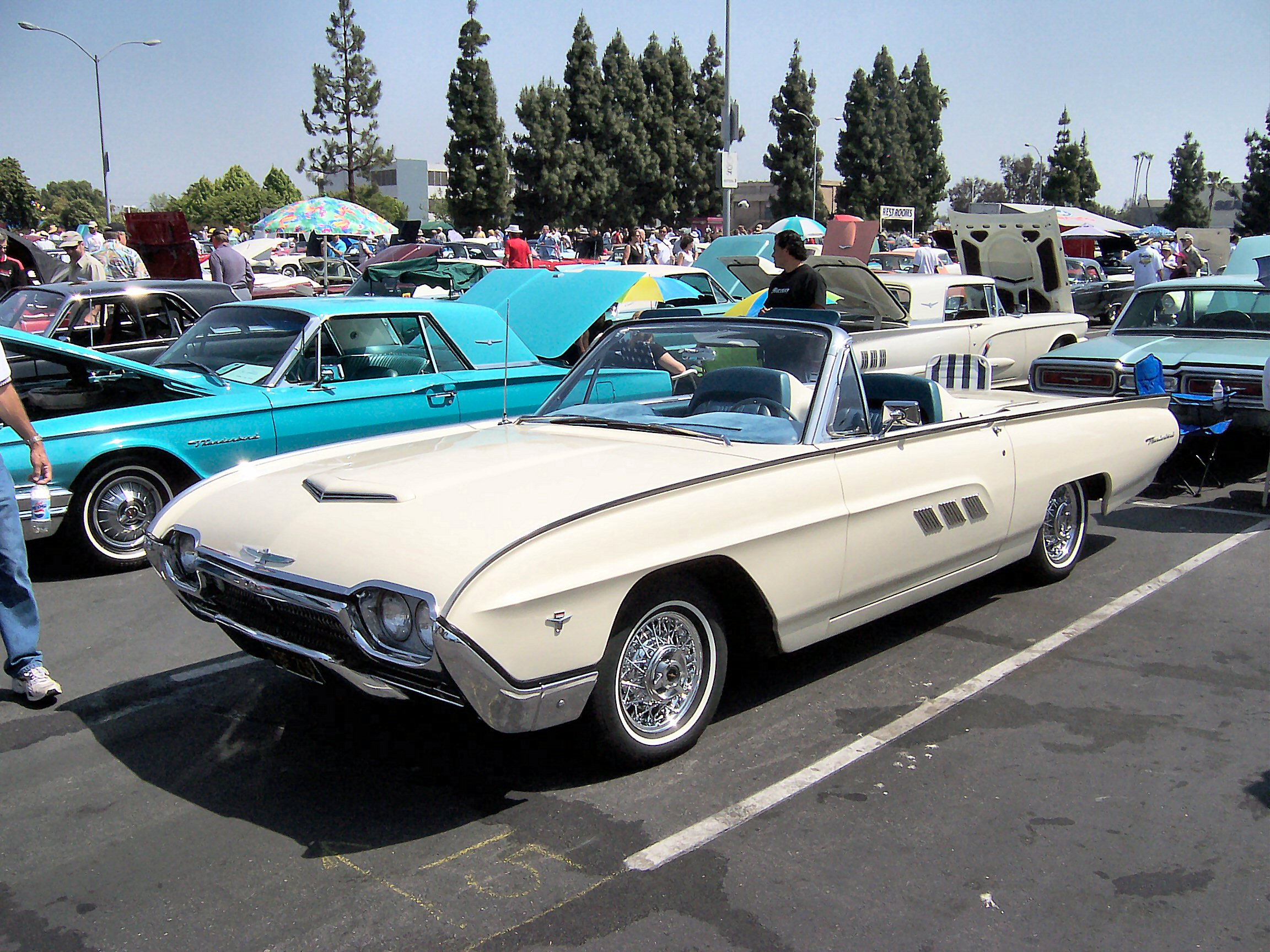
Ford Thunderbird de 1963

Es presenta aquesta versió un disseny més llis, d'aquí el sobrenom de "Bullet Bird". Les mecàniques disponibles per aquest nou Thunderbird eren un 6.4L (390 in³) FE-series V8. Les vendes el 1961 eren de 73.051, incloent 10.516 "convertibles". El Thunderbird destacà força perquè fou elegit el pace car de la cursa Indianapolis i perquè en ell hi va pujar el president dels Estats Units John F. Kennedy.
El 1962 les vendes eren de 78.011, incloent 9.884 "convertibles". Es presenta el Thunderbird Sports Roadster que transforma el Thunderbird en un 2 seients com era l'original, entre altres modificacions i un preu tan elevat que li va donar poques vendes, i entre els pocs compradors hi figura Elvis Presley.
També es presenta la versió Landau i destaca pel sostre de vinil. Aquest model serà el qui crea la moda dels anys 60-70 de posar vinil al sostre, a part de ser un símbol del Thunderbird durant els pròxims 20 anys.
El 1963 les vendes baixen a 63.313. El Landau és el segon més venut amb 12.193 i l'edició limitada "Principality of Monaco" del model Landau limitada a 2.000. Els 5.913 "convertibles" i 455 Sports Roadsters venuts indicaven un declivi de la versió descapotable del Thunderbird.

## Quarta Generació (1964-1966): "Flair Birds"

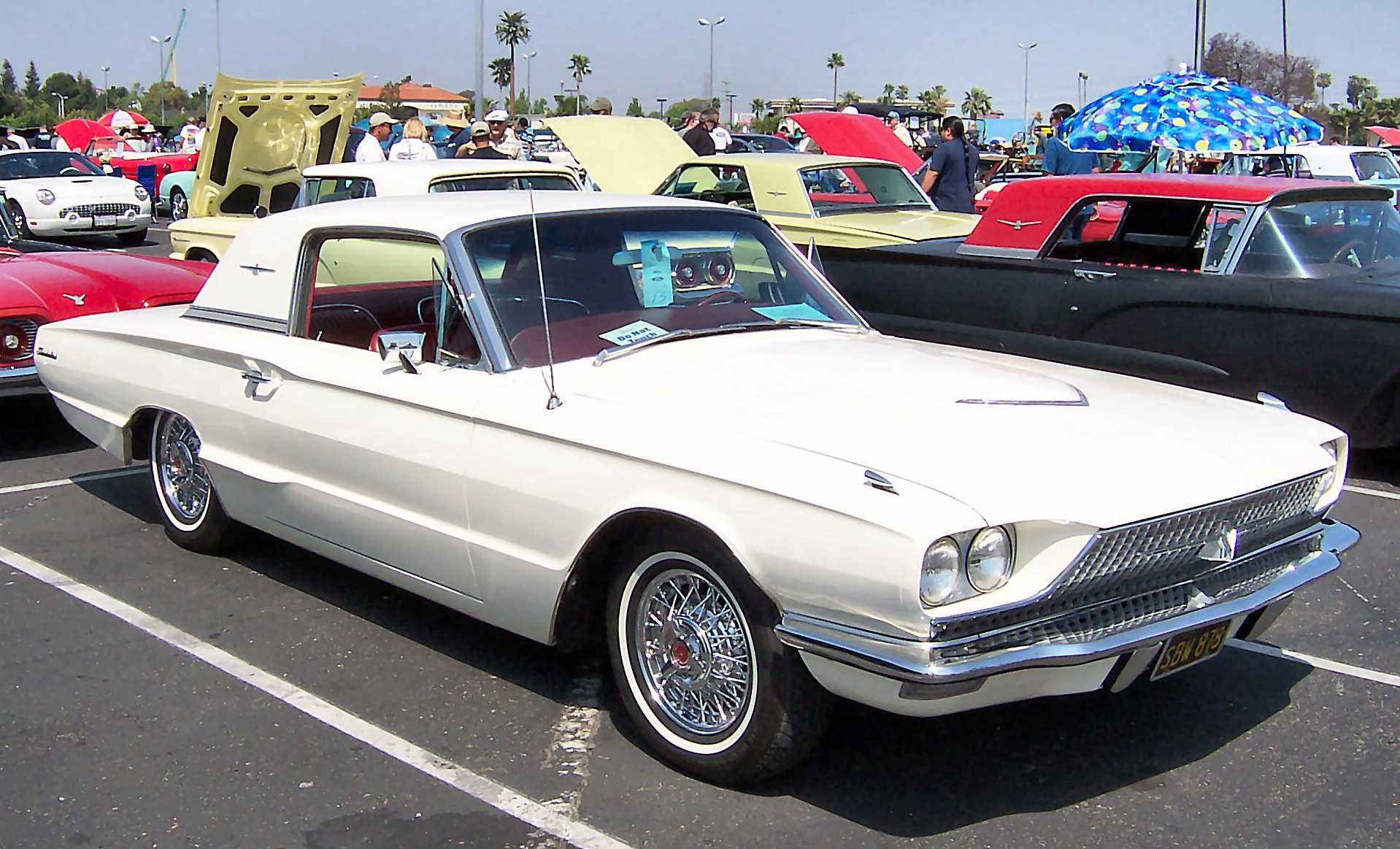
Ford Thunderbird de 1966

El restyling del Thunderbird va consistir a trencar aquest disseny "Bullet" per donar-li un aspecte més "formal". Mecànicament era el 6.4L (390 in³) FE-series V8 amb 315 cv, capaços de posar el Thunderbird a 200 km/h (120 mph). Les suspensions eren suaus i això causava que el xassís del cotxe s'inclinés, fet incòmode en carreteres amb moltes corbes. Diferents provadors de cotxes van notar que per exemple, el Buick Riviera era més àgil per carretera que el Thunderbird. No obstant això, aquest últim seguia essent el líder de vendes en el seu segment.
Inicialment s'oferí la versió amb sostre dur hardtop, un descapotable "convertible" i el Landau, amb sostre de vinil. Les vendes van ser força bones amb 92.465 unitats (un increment del 50%). El 1965 en canvi les vendes baixen a 74.792 degut a la competència (incloent al nou nascut Ford Mustang).
El 1966 el motor 7.0L (428 in³) FE-series entra com a opció, amb una potència de 345 cv que donaven una acceleració al Thunderbird de 0-100 de 9 segons (11 pel motor de sèrie). S'ofereix una nova versió, Town Hardtop i el model Landau passa a dir-se Town Landau. Amb unes vendes de 69.176 de les quals el 35.105 eren del Town Landau.

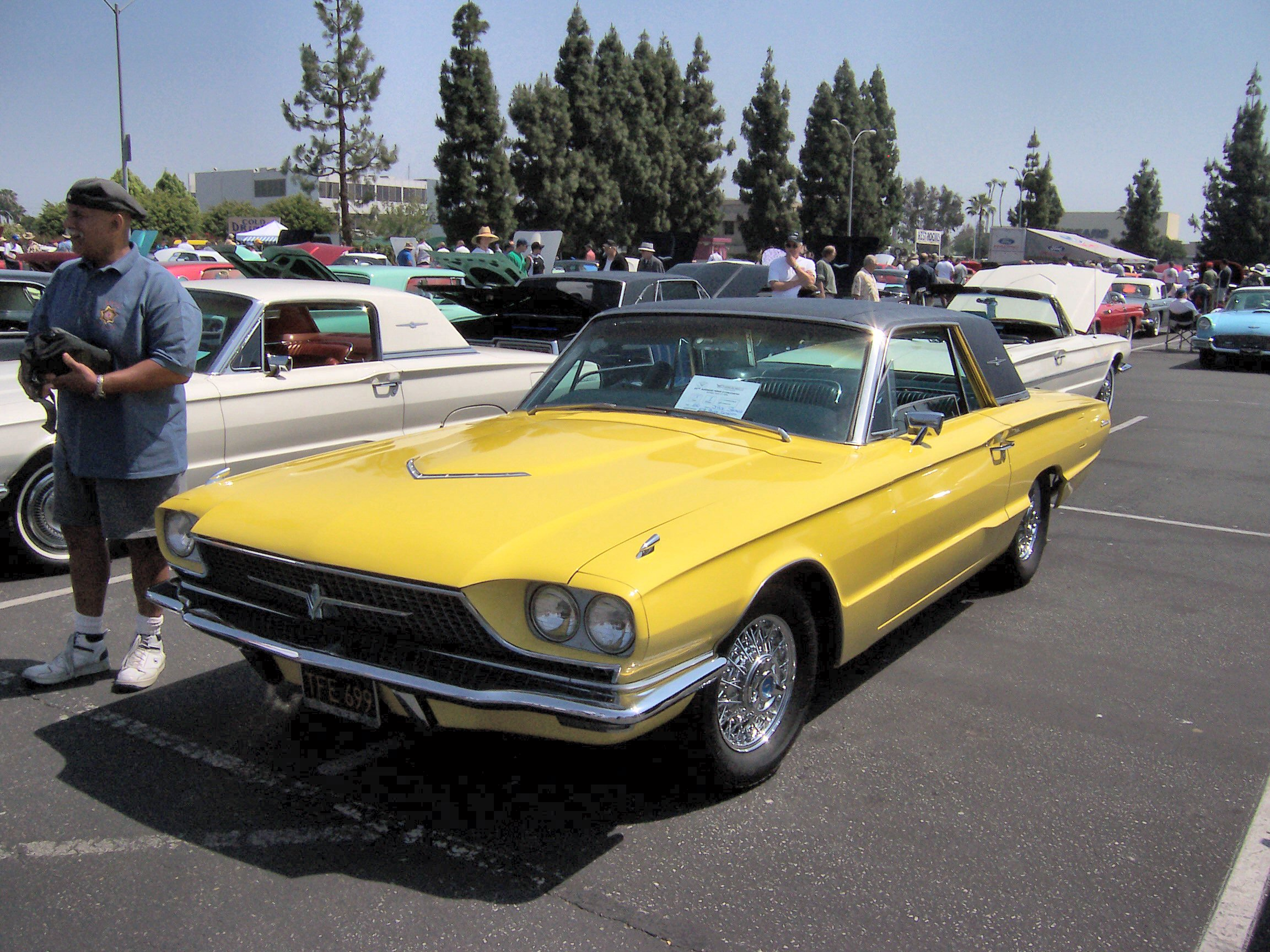
Ford Thunderbird Town Landau

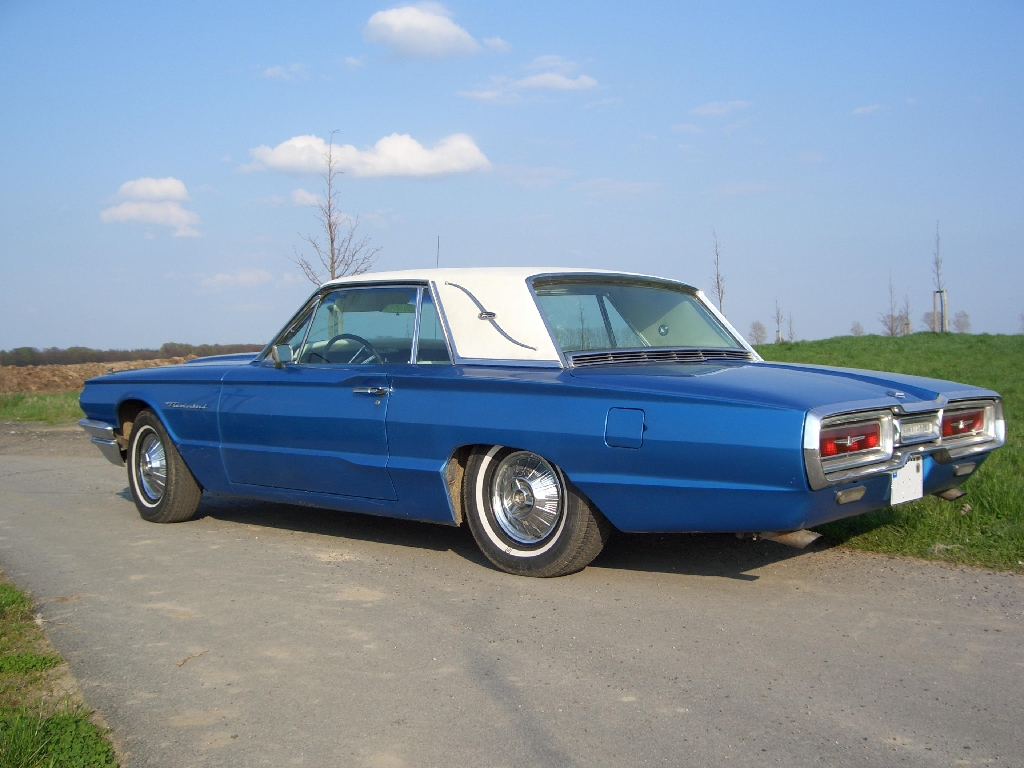
Ford Thunderbird Town Landau de darrera

Durant els anys 1963-1965 es van vendre 427 Thunderbirds especials: 120 eren "d'altes prestacions" dels quals avui dia en queden 6. Ha quedat documentat que Bob Tasca va demanar un d'aquests 427 Thunderbirds que segons ell l'acceleració de 0-100 en 6 segons amb una velocitat màxima de 135 mph (225 km/h).
Una unitat d'aquestes va ser usada a la sèrie de televisió Highlander. Un Thunderbird descapotable del 1966 va ser un dels icones de la pel·lícula Thelma & Louise, protagonitzada per Susan Sarandon i Geena Davis i dirigida per Ridley Scott.

## Cinquena Generació (1967-1971): "Glamour Birds"

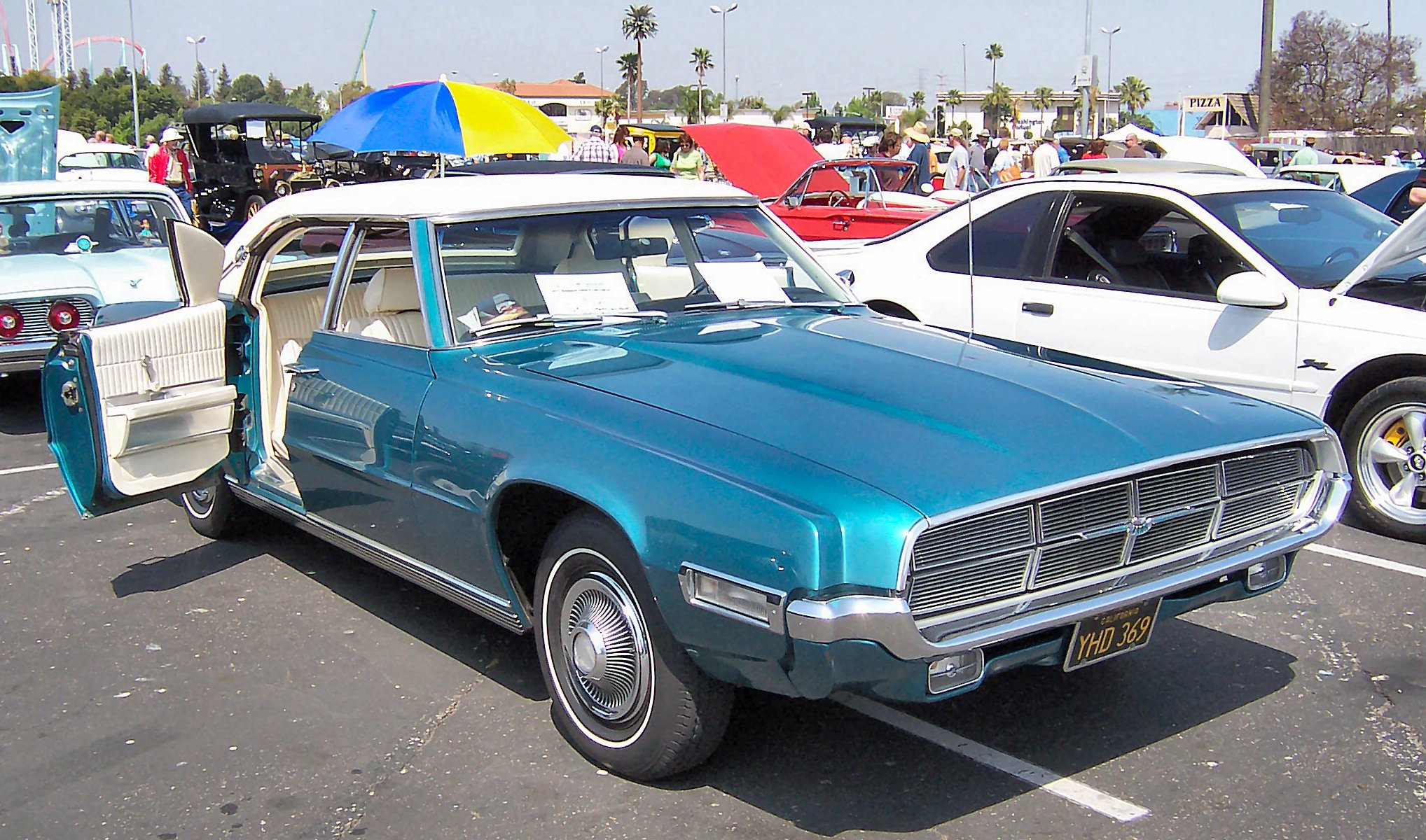
Ford Thunderbird "four-door" de 1969

En aquesta es realitza un canvi profund amb el Thunderbird. L'entrada del Ford Mustang ha provocat una competència entre ambdós cotxes: el Mustang era semblant al Thunderbird i era més barat. Per això, Ford va decidir desplaçar el Thunderbird cap a un altre segment. Ara el Thunderbird era més llarg a semblança del Lincoln (una marca de luxe propietat de Ford), elevant el concepte de "cotxe de luxe personal". Ford decidí abandonar la construcció monobloc i torna al sistema antic body-on-frame.
El disseny destaca unes formes molt radicals amb una graella de tipus "fishmouth" que contenia les llums ocultes. El disseny global del cotxe rebia influències dels avions de combat, com el F-100 Super Sabre.
La versió descapotable va desaparèixer. En el seu lloc, es presenta un model "four-door" que durarà fins al 1971, amb unes vendes discretes.
El nou Lincoln Continental Mark III de 1968 usa el xassís de la versió 4 portes del Thunderbird. Fins pràcticament els anys 90, els Lincoln Continental i els Thunderbird compartiran estructures, així com el Mercury Cougar.
Molts seguidors del Thunderbird clàssic, en veure les noves tendències del nou, van decidir de no interessar-se més per ell.

## Sisena Generació (1972-1976): "Big Birds"

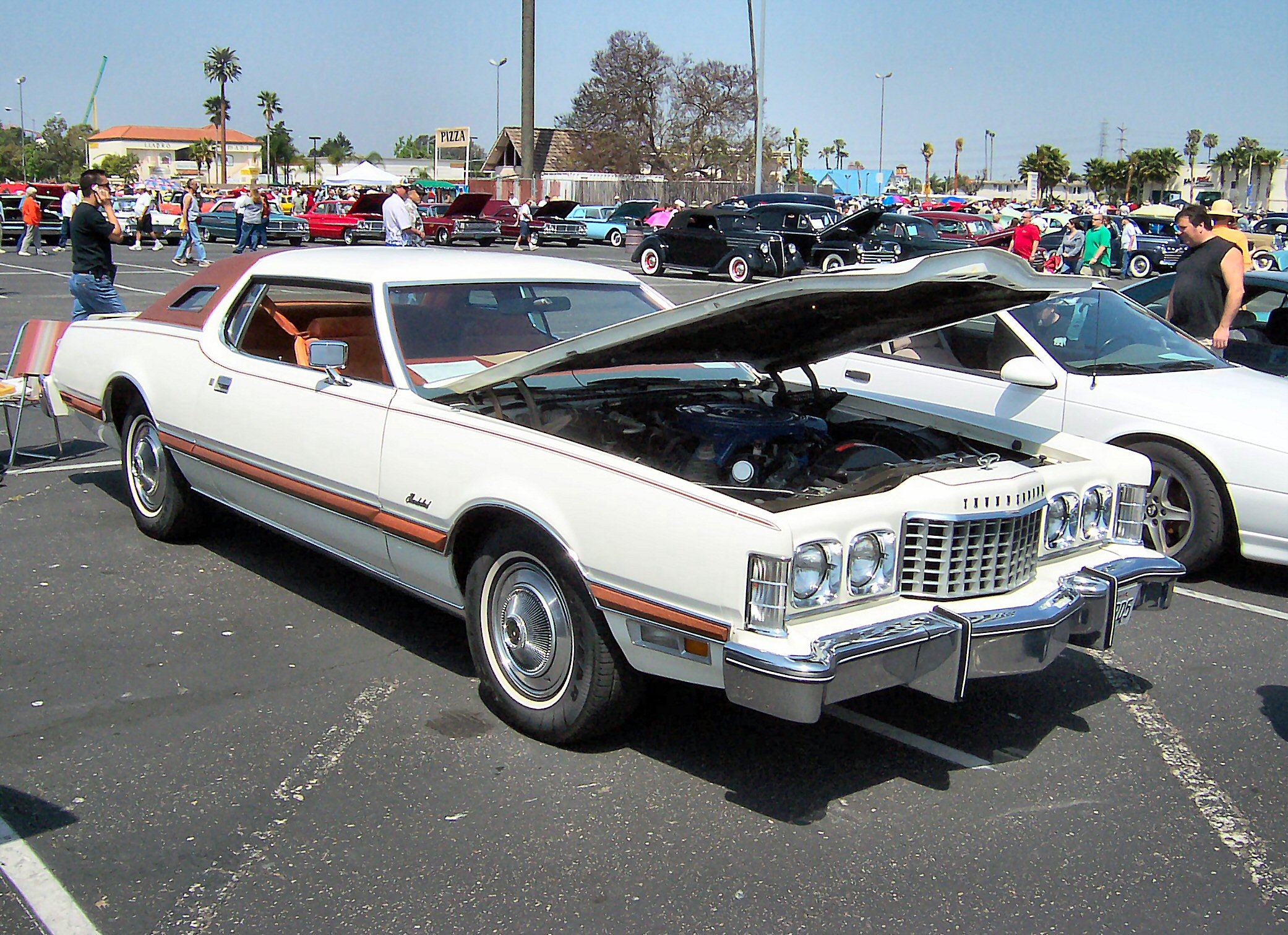
Ford Thunderbird de 1975

Els Thunderbirds més grans que mai s'han produït. Amb uns imponents 7.0L (429 in³) i 7.5L (460 in³) de 8 cilindres en V, pesaven prop dels 2250 kg. Això els convertia en els "reis de la carretera" però el consum era molt alt (29,4 a 19,6 l/100 km). Degut a la crisi del petroli de 1973, els automòbils havien de disminuir la seva mida per ser més eficients.

## Setena Generació (1977-1979): "Torino Birds"
De 1977 a 1979 el Thunderbird disminueix el xassís i usa el del Ford Torino i LTD II. També la disminució de mida provoca una disminució de $2.700 dòlars en el preu. Respecte de les mecàniques usades, desapareixen els motors anteriors i el 5.0L (302 in³) Windsor V8 esdevé estàndard. Els motors 5.8L (351 in³) i 6.6L (400 in³) es deixen com a opcions. A California el 5.8L era l'única opció. Tot i perdre potència, aquesta queda compensada per la disminució de pes.

## Vuitena Generació (1980-1982): "Box Birds"
El nou model segueix amb la disminució de pes i dimensions. En concret, 363 kg i 432 mm més curt i de xassís monobloc. El nou Thunderbird usava la plataforma "Fox", gràcies a la disminució de pes el Thunderbird tenia una millor economia.
Però el public no va estar entusiasmat amb aquest nou model. El motor base era un 4 cilindres i en opció es donaven un 3.8L V6 i un 4.2L V8 o un 5.0L V8. Els motors V6 eren coneguts per rendir 30 mpg i 25 mpg amb el 5.0L Windsor V8 amb la transmissió AOD.
El Thunderbird tenia detalls de luxe, com instrumentació digital, i diferents acabats. També tenien l'opció de muntar seients Recaro i finestres elèctriques.
Per culpa de les normes d'emissions vigents a finals dels anys 70, va fer que el motor 5.0L V8 el més potent, encara que la potència fos de 130 cv.

## Novena Generació (1983-1988): "Aero Birds"
Sota la mateixa plataforma Fox, es presenta una versió amb una millor aerodinàmica, amb un disseny "Aero". Mecànicament rep els mateixos motors que l'anterior, 3.8L Essex V6 V6 de 110 cv i un renovat 5.0L Windsor V8 de 140cv. La novetat més important fou el Turbo Coupe, amb un motor de 4 cilindres i 2.3L Turbo i el sistema EEC-IV.
El 1984 rep alguns canvis, com la transmissió automàtica de 3 velocitats en opció al Turbo Coupe.
El 1985 el Turbo Coupe passa a rendir 155 cv. Es presenta una edició especial 30é aniversari.
Per al 1987 el motor 2.3L Turbo rep un intercooler i augmenta la potència a 190 cv. A més, la revista Motor Trend premia aquest Turbo Coupe amb el premi Car of the Year del 1987. El Turbo Coupe equipa una caixa manual de 5 velocitats, frens ABS i control de tracció.
El 1989 el Turbo Coupe se substitueix pel Super Coupe que equipa un 3.8L Essex V6 amb compressor.

## Desena Generació (1989-1997): "Super Birds"

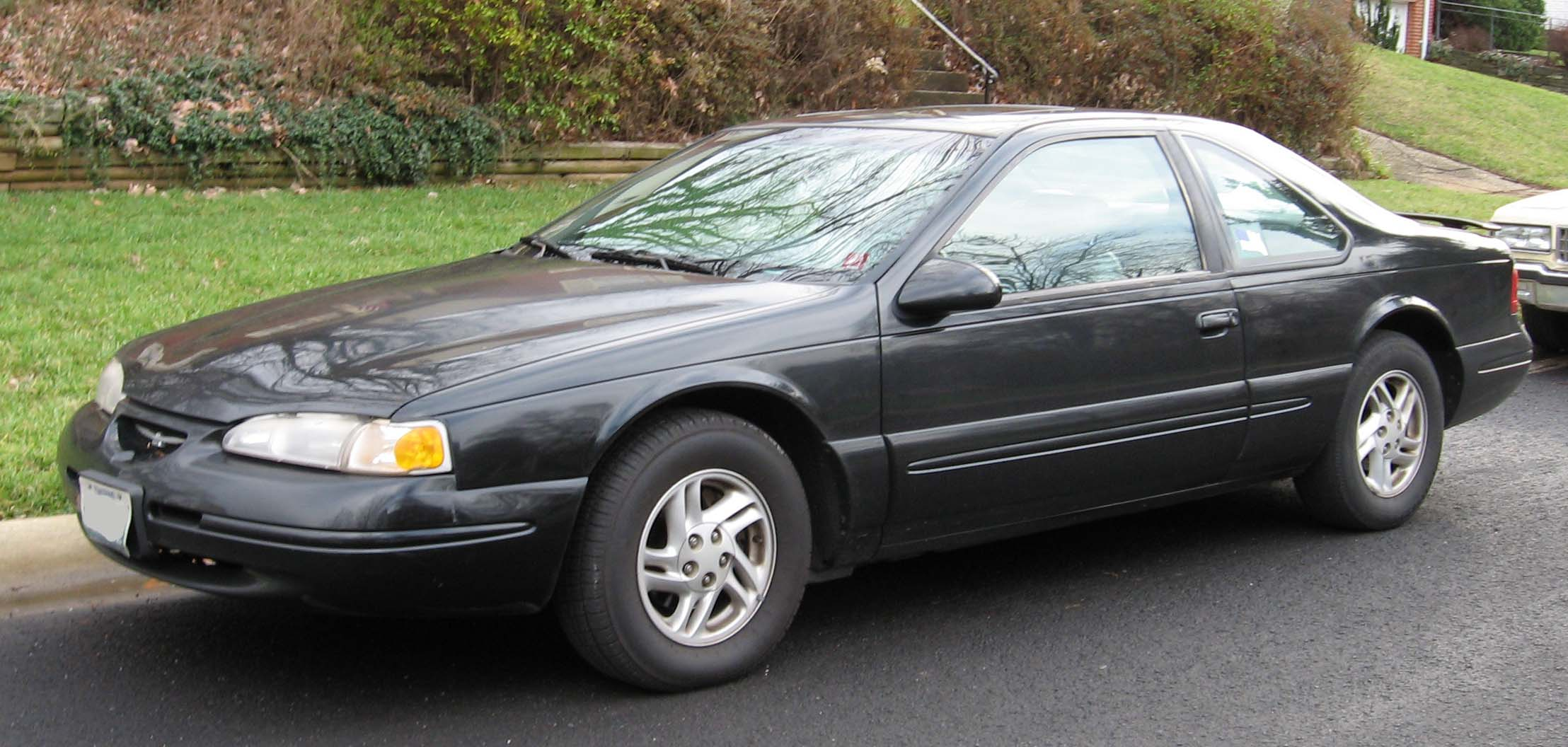
Ford Thunderbird de 1994

Es presenta el nou Thunderbird, conegut com a MM-12, amb suspensions independents a les 4 rodes i un xassís lleugerament més aerodinàmic. Mecànicament es queda amb 2 pel 1989. El motor base passa a ser el 3.8L Essex V6 de 140 cv que es quedava curt per moure els 1725 kg.
El 3.8L Essex V6 amb compressor rendia 210 cv. Equipat pel Super Coupe i 5 caixa manual de 5 velocitats, com també la caixa AOD automàtica de 4 velocitats. El Super Coupe va ser premiada per la revista Motor Trend com a cotxe de l'any del 1989.
Malgrat els èxits, es va considerar un fracàs per part de la direcció de Ford perquè augmentava els costos de producció del model i l'increment de preu que havia de pagar per ell va resultar en una disminució en el volum de producció en comparació amb l'anterior model. La fàbrica de Lorain, Ohio d'on surten els Thunderbird va disminuir la producció degut a la baixa demanda.
El 1994 el Thunderbird rep un restyling extern i intern, però a on s'experimenta un major canvi és en la substitució del 5.0L Windsor V8 en mans del nou 4.6L SOHC Modular V8 de 205 cv. A més, equipa una nova transmissió automàtica AR70W de 4 velocitats. El Super Coupe segueix venent-se amb el mateix motor però amb 230 cv.
El 1995 desapareix el Super Coupe i el 1996 el Thunderbird rep l'últim restyling. Es ven amb acabats LX i Sport i les mecàniques són el mateix 4.6L V8 i un 3.8L Essex V6 sense compressor i 145 cv com a motor base.
El 1997 Ford decideix introduir força canvis al Thunderbird i al 4 de setembre de 1997 va deixar-se de fabricar.

## Onzena Generació (2002-2005): "Retro Birds"

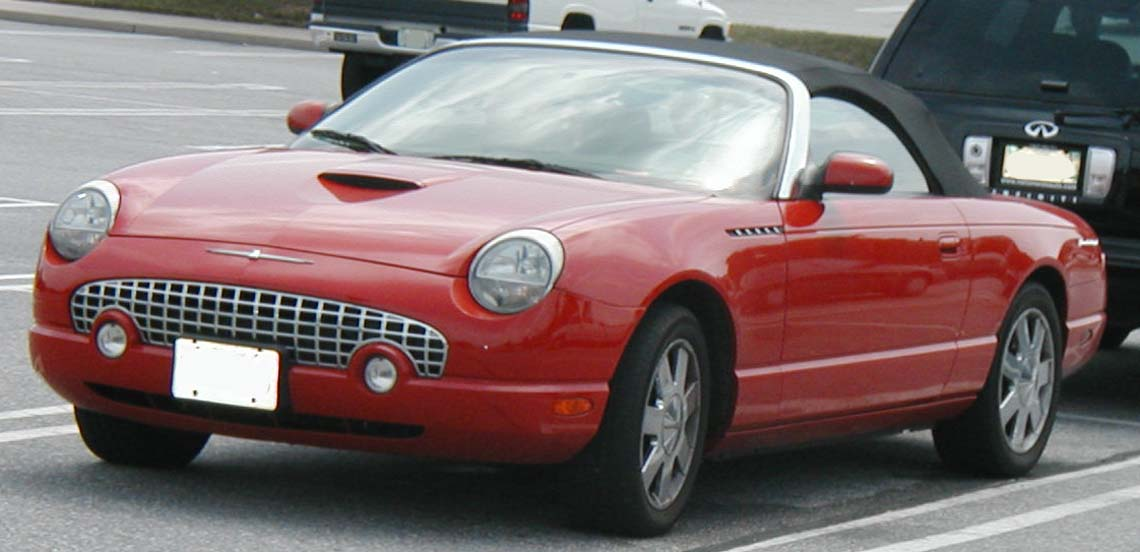
Ford Thunderbird

El 2002 es va presentar de nou el Thunderbird, basat en la plataforma Ford DEW, amb un disseny que recorda el model de 1955 però actualitzat, amb una única versió disponible: descapotable amb sostre dur extraible. Té també 2 seients. El Thunderbird va rebre el premi al millor cotxe de l'any de la revista Motor Trend. Mecànicament usava únicament el motor 3.9 AJ35 V8 que rendia 280 cv.
Ford esperava vendre 25.000 unitats per any. El preu de sortida va ser de $40.000 dòlars i la demanda va superar la producció. Això va fer que els venedors apugéssin el preu del cotxe, però quan les vendes van començar a disminuir, els venedors van recórrer a descomptes per "treure's els cotxes dels concessionaris", tal com recull la revista New Car Buyers Guide de 2004.
Tot i que Ford va introduir nous paquets per millorar les vendes, aquestes van anar baixant: 11.998 el 2004 i 9.548 el 2005, quan va deixar-se de produir.
A 2023 Ford té previst treure de nou el Thunderbird, però no ha donat cap data concreta.